# Otar
Otar (in georgiano ოთარ?) è un nome proprio di persona georgiano maschile.

## Origine e diffusione

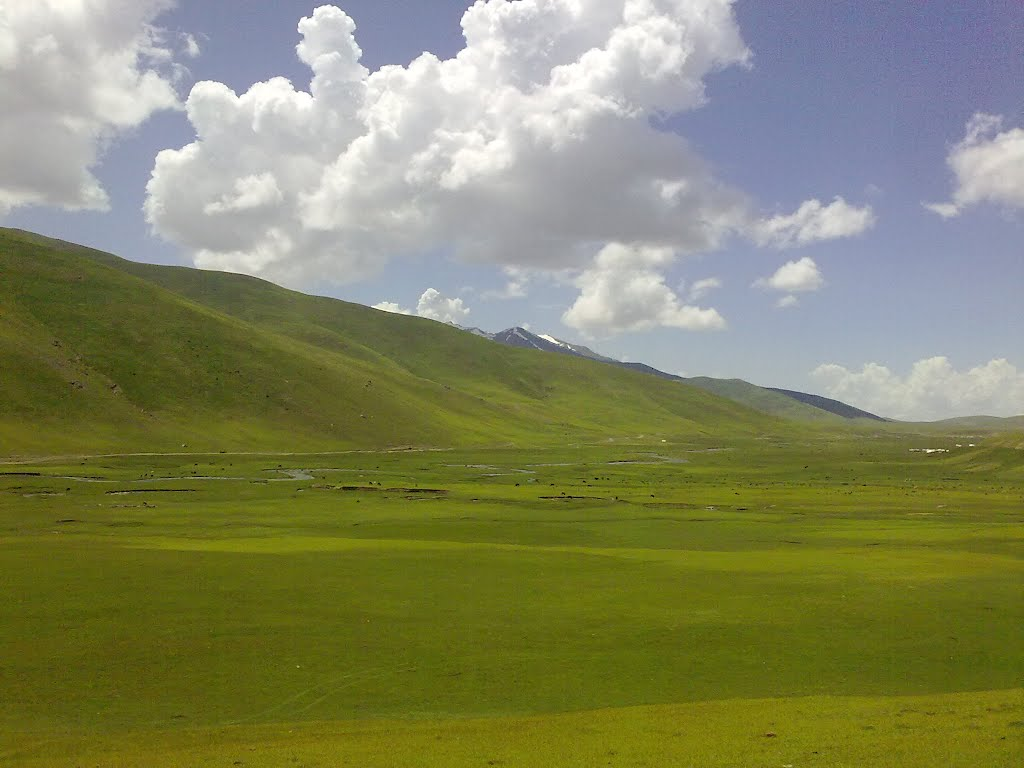
I prati della piana di Shiwa, nel Badakhshan (Afghanistan)

Riprende il termine turco otar, che vuol dire "prato", "pascolo". Ha quindi significato analogo al nome Riad.

## Onomastico
Il nome è adespota, non essendo portato da alcun santo, quindi l'onomastico ricade il 1º novembre, giorno di Ognissanti.

## Persone
- Otar Gabelia, calciatore e allenatore di calcio georgiano
- Otar Ioseliani,  regista, sceneggiatore e montatore georgiano naturalizzato francese
- Otar Kakabadze, calciatore georgiano
- Otar Korkia, cestista sovietico
- Otar Pkhak'adze, cestista georgiano